# چون هوآ
چون هوآ (به انگلیسی: Chen Hua) (زادهٔ ۲۲ ژانویهٔ ۱۹۸۲) شناگر اهل چین است.